# 穆利姆
穆利姆（法語：Moulismes，法語發音：[mulim]）是法国新阿基坦大区维埃纳省的一个市镇，属于蒙莫里永区。

## 地理
穆利姆（46°19'47"N, 0°48'51"E）面积29.06 平方千米，位于法国新阿基坦大区维埃纳省，该省份为法国中西部省份，北起曼恩-卢瓦尔省和安德尔-卢瓦尔省，西接德塞夫勒省，南至夏朗德省，东南接上维埃纳省，东临安德尔省。
与穆利姆接壤的市镇（或旧市镇、城区）包括：阿德里耶、佩尔萨克、普莱桑斯、索尔热。

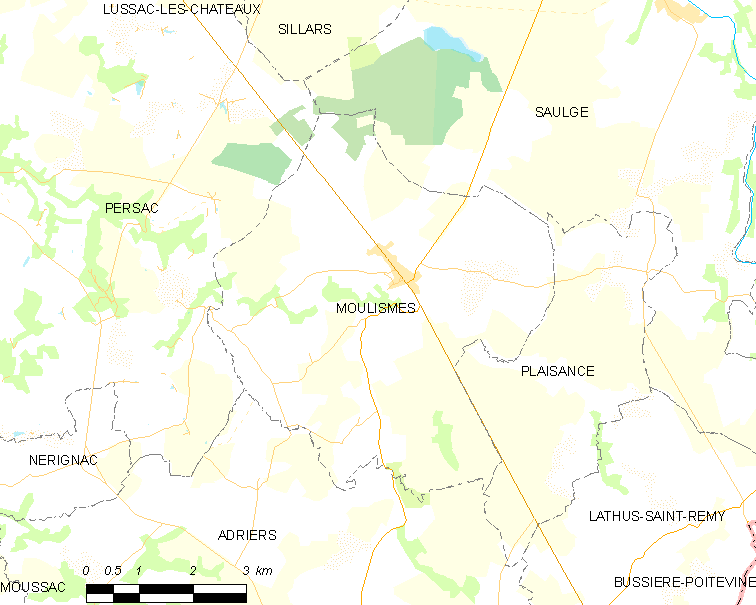
穆利姆的OSM定位图

穆利姆的时区为UTC+01:00、UTC+02:00（夏令时）。

## 行政
穆利姆的邮政编码为86500，INSEE市镇编码为86170。

## 政治
穆利姆所属的省级选区为蒙莫里永县。

## 人口

1962-2008年间穆利姆人口变化图示

穆利姆于2022年1月1日时的人口数量为361人。